# Entosthodon mathewsii
Entosthodon mathewsii är en bladmossart som beskrevs av J. D. Hooker in W. J. Hooker 1840. Entosthodon mathewsii ingår i släktet koppmossor, och familjen Funariaceae. Inga underarter finns listade i Catalogue of Life.